# L'Adoration du Christ enfant
L'Adoration du Christ enfant – en italien Adorazione del Bambino con san Giuseppe, Fuga in Egitto – est un tableau réalisé vers 1500 par le peintre florentin Sandro Botticelli, et peut-être en partie par son atelier. Ce tondo d'un diamètre de 120,7 cm à l'huile sur panneau de bois est conservé au musée des Beaux-Arts de Houston, à Houston, aux États-Unis depuis 1974 par l'apport pour le musée de la Sarah Campbell Blaffer Foundation. 

## Description et iconographie
Dans une même continuité spatiale sont représentés plusieurs des épisodes proches de la naissance du Christ assurant ainsi une continuité narrative propre aux représentations sacrées :
- Au centre en premier plan, occupant la plus grande partie de la composition, la Sainte Famille durant le Repos pendant la fuite en Égypte : l'Enfant Jésus dormant, la tête sur la main de Joseph, également assoupi, alors que sa mère Marie demeure en adoration devant lui.
- À droite, l'étable devant une grotte, avec le bœuf et l'âne et les bergers portant l'agneau du sacrifice évoquent la Nativité.
- La fuite en Égypte à proprement parler est représentée au fond à gauche : la Sainte Famille voyageant pour échapper au massacre des Innocents édicté par Hérode.